# Landal GreenParks
Landal war ein niederländisches Touristikunternehmen, welches in Europa, bis zur Übernahme durch Roompot im Jahr 2023, eine Kette von Ferienparks betrieben hat.

## Unternehmen
Zu den 142 Parks (Stand 2025) zählen 63 in den Niederlanden, 11 in Deutschland, 4 in Belgien, einer in Tschechien, 10 in Österreich, 2 in der Schweiz, einer in Ungarn, 7 in Dänemark und 16 in Großbritannien. Die Beschaffenheit der Areale variiert, auch abhängig von der Landschaft, in die sie eingebettet sind. Beispielsweise befinden sich die österreichischen und Schweizer Parks inmitten oder in der Nähe bekannter Wintersportgebiete. Einige Domizile haben einen eigenen Yachthafen oder liegen direkt an der Nordseeküste. Het Vennenbos und De Lommerbergen in den Niederlanden, Landal Salztal Paradies im Harz sowie einige der dänischen Parks verfügen über ein Badeangebot mit subtropischer Klimatisierung. Der Ferienpark Hof van Saksen im niederländischen Drenthe verfügt seit 2018 über ein Schwimmangebot, das 2 verschiedenen Reifenrutschen, eine Wildwasserbahn sowie die längste Trichterrutsche Europas.
In weiteren Einrichtungen werden Wellnessangebote oder Saunen angeboten. Es werden insgesamt rund 15.000 Ferienhäuser und -wohnungen angeboten. Acht der Parks bieten zudem Campingplätze und Mobilheime. Hier verfügt Landal über etwa 1.300 Camping- und Stellplätze. Landal verzeichnet jährlich rund 2,8 Millionen Gäste mit rund 14,5 Millionen Übernachtungen. Die durchschnittliche Aufenthaltsdauer der Gäste beträgt 5,5 Nächte. Insgesamt arbeiten über 3.000 Mitarbeiter bei Landal. Der Brutto-Jahresumsatz liegt bei etwa 470 Millionen Euro.
Das Maskottchen der Ferienparks heißt Bollo, der Bär. Nach der Fusion von Landal und Roompot, die zur Gründung der neuen Marke Landal führte, repräsentiert neben Bollo auch Koos, das vorherige Maskottchen Roompots, das Unternehmen in den Parks. Laut Landal wird dabei Koos die präsentere Rolle einnehmen und Bollo weniger in Erscheinung treten als bisher.

## Geschichte
Die Geschichte von Landal geht auf das Jahr 1954 zurück, als das niederländische Unternehmen Nillmij den Ferienpark Rabbit Hill erwarb. Ursprünglich dafür gedacht, eigenen Mitarbeitern als Urlaubsziel zur Verfügung zu stehen, wurden die Ferienhäuser bald erfolgreich auch an Dritte vermietet. Nillmij, später umfirmiert in Aegon Recreatie Holding B.V., kaufte und errichtete daraufhin weitere Parks in den Niederlanden. 1965 kam der erste Park in Deutschland hinzu.
1996 ging die Firma an eine Investorengruppe unter der Leitung der niederländischen Indofin Group und der britischen Charterhouse Development Capital PLC über, die die Geschäfte unter dem Namen Landal  weiterführte. 2001 vergrößerte Landal sein Portfolio mit dem Erwerb des in Groningen ansässigen Unternehmens Beheer und Projecten B.V. um 34 Gran-Dorado-Ferienparks. Die 31 niederländischen und drei belgischen Areale bestanden aus insgesamt 4.500 Ferienhäusern. Beheer und Projecten B.V. war verantwortlich für die Verwaltung und Vermarktung der Unterkünfte, die sich vorwiegend in privatem Besitz befinden.
2004 übernahm die Cendant Corporation die Anteile von Charterhouse und Indofin. Seitdem hat Landal sich jedes Jahr um mehrere Ferienparks in den Niederlanden, Belgien, Deutschland, Österreich und der Schweiz erweitert. Als die Cendant Corporation sich im Juli 2006 in zwei Bereiche aufspaltete, fiel Landal der Holding-Gesellschaft Wyndham Worldwide zu, die auf die Bereiche Hotellerie und Ferienhäuser spezialisiert ist. Die Firmensitze von Landal befinden sich in Leidschendam (Niederlande) und Trier (Deutschland).
2023 übernahm Roompot Landal komplett und gründete die Marke Landal, die insgesamt über 300 Parks betreibt. Der internationale Sitz des Unternehmens soll ab Januar 2025 in Amsterdam sein. Im Rahmen der Fusion musste der Betreiber sich von 30 Parks trennen, die an den Mitbewerber Dormio veräußert wurden. Seit dem 10. März 2025 erscheint Landal nun im neuen Design und die Corporate Identity wurde wie von Landal angekündigt übernommen.

## Feriendörfer
Die Liste zeigt die Parks, die Landal in den Niederlanden und anderen europäischen Staaten betrieben werden. Ehemalige Parks von Center Parcs in den Niederlanden, heute Eigentum und Teil der Kette Landal, sind „De Lommerbergen“ (eröffnet: 1968, erworben: 1996), „Het Vennenbos“ (eröffnet: 1970, erworben: 1994) und „De Berkenhorst“ (eröffnet: 1975, erworben: 1990).
| Land                   | Name                                  | Stadt                      | Region                  |
| ---------------------- | ------------------------------------- | -------------------------- | ----------------------- |
| Niederlande            | Landal Ameland State                  | Nes                        | Ameland                 |
| Niederlande            | Landal Beach Park Texel               | De Koog                    | Texel                   |
| Niederlande            | Landal Sluftervallei                  | De Cocksdorp               | Texel                   |
| Niederlande            | Landal Villapark Vogelmient           | De Koog                    | Texel                   |
| Niederlande            | Landal Résidence Terschelling         | Midsland                   | Terschelling            |
| Niederlande            | Landal Schuttersbos                   | Midsland                   | Terschelling            |
| Niederlande            | Landal West Terschelling              | West-Terschelling          | Terschelling            |
| Niederlande            | Landal Vitamaris                      | Schiermonnikoog            | Schiermonnikoog         |
| Niederlande            | Landal Esonstad                       | Eanjum                     | Friesland               |
| Niederlande            | Landal Waterpark Sneekermeer          | Terhorne                   | Friesland               |
| Niederlande            | Landal Natuurdorp Suyderoogh          | Lauwersoog                 | Groningen               |
| Niederlande            | Landal Aelderholt                     | Aalden                     | Drenthe                 |
| Niederlande            | Landal De Bloemert                    | Midlaren                   | Drenthe                 |
| Niederlande            | Hof van Saksen                        | Nooitgedacht (Aa en Hunze) | Drenthe                 |
| Niederlande            | Landal Hunerwold State                | Wateren (Westerveld)       | Drenthe                 |
| Niederlande            | Landal Het Land van Bartje            | Ees                        | Drenthe                 |
| Niederlande            | Landal Orveltermarke                  | Witteveen (Midden-Drenthe) | Drenthe                 |
| Niederlande            | Landal Coldenhove                     | Eerbeek                    | Gelderland              |
| Niederlande            | Landal Heideheuvel                    | Beekbergen                 | Gelderland              |
| Niederlande            | Landal Heihaas                        | Putten                     | Gelderland              |
| Niederlande            | Landal Klein Ruwinkel                 | Scherpenzeel               | Gelderland              |
| Niederlande            | Landal Landgoed ‘t Loo                | 't Loo -Oldebroek          | Gelderland              |
| Niederlande            | Landal Miggelenberg                   | Hoenderloo                 | Gelderland              |
| Niederlande            | Landal Rabbit Hill                    | Nieuw-Milligen             | Gelderland              |
| Niederlande            | Landal Stroombroek                    | Braamt                     | Gelderland              |
| Niederlande            | Landal De Veluwse Hoevegaerde         | Putten                     | Gelderland              |
| Niederlande            | Landal Landgoed De Elsgraven          | Enter                      | Overijssel              |
| Niederlande            | Landal Landgoed De Hellendoornse Berg | Haarle                     | Overijssel              |
| Niederlande            | Landal Twenhaarsveld                  | Holten                     | Overijssel              |
| Niederlande            | Landal De Vlegge                      | Sibculo                    | Overijssel              |
| Niederlande            | Landal De Witte Bergen                | IJhorst                    | Overijssel              |
| Niederlande            | Landal Waterparc Veluwemeer           | Biddinghuizen              | Flevoland               |
| Niederlande            | Landal Amerongse Berg                 | Overberg                   | Utrecht                 |
| Niederlande            | Landal Beach Resort Ooghduyne         | Julianadorp aan Zee        | Nordholland             |
| Niederlande            | Landal Dunimar                        | Noordwijkerhout            | Südholland              |
| Niederlande            | Landal De Koornmolen                  | Zevenhuizen                | Südholland              |
| Niederlande            | Landal Duc de Brabant                 | Diessen - Baarschot        | Nordbrabant             |
| Niederlande            | Landal Het Vennenbos                  | Hapert                     | Nordbrabant             |
| Niederlande            | Landal De Vers                        | Overloon                   | Nordbrabant             |
| Niederlande            | Landal Kasteeldomein De Cauberg       | Valkenburg aan de Geul     | Limburg                 |
| Niederlande            | Landal Hoog Vaals                     | Vaals                      | Limburg                 |
| Niederlande            | Landal De Lommerbergen                | Reuver                     | Limburg                 |
| Niederlande            | Landal Reevallis                      | Vijlen                     | Limburg                 |
| Niederlande            | Landal Domein De Schatberg            | Sevenum                    | Limburg                 |
| Niederlande            | Landal Résidence ’t Hof van Haamstede | Burgh-Haamstede            | Zeeland                 |
| Niederlande            | Landal Villapark Livingstone          | Burgh-Haamstede            | Zeeland                 |
| Niederlande            | Landal Nieuwvliet-Bad                 | Nieuwvliet                 | Zeeland                 |
| Niederlande            | Landal Port Greve                     | Brouwershaven - Den Osse   | Zeeland                 |
| Niederlande            | Landal Resort Haamstede               | Burgh-Haamstede            | Zeeland                 |
| Niederlande            | Landal Duinpark ’t Hof van Haamstede  | Burgh-Haamstede            | Zeeland                 |
| Belgien                | Landal Domaine Long Pré               | Stavelot                   | Ardennen                |
| Belgien                | Landal Village l’Eau d’Heure          | Froidchapelle              | Wallonie                |
| Belgien                | Landal Village les Gottales           | Trois-Ponts                | Ardennen                |
| Deutschland            | Landal Dwergter Sand                  | Molbergen                  | Oldenburger Münsterland |
| Deutschland            | Landal Eifeler Tor                    | Heimbach                   | Eifel                   |
| Deutschland            | Landal Hochwald                       | Kell am See                | Hunsrück                |
| Deutschland            | Landal Mont Royal                     | Kröv                       | Mosel                   |
| Deutschland            | Landal Salztal Paradies               | Bad Sachsa                 | Harz                    |
| Deutschland            | Landal Sonnenberg                     | Leiwen                     | Mosel                   |
| Deutschland            | Landal Travemünde                     | Lübeck-Travemünde          | Ostsee                  |
| Deutschland            | Landal Warsberg                       | Saarburg                   | Trier                   |
| Deutschland            | Landal Winterberg                     | Winterberg                 | Sauerland               |
| Deutschland            | Landal Wirfttal                       | Stadtkyll                  | Eifel                   |
| Österreich             | Bad Kleinkirchheim                    | Kärnten                    |                         |
| Österreich             | Landal Brandnertal                    | Bürserberg                 | Vorarlberg              |
| Österreich             | Landal Brandnertal Chalet Matin       | Bürserberg                 | Vorarlberg              |
| Österreich             | Landal Hochmontafon                   | Gargellen                  | Vorarlberg              |
| Österreich             | Landal Katschberg                     | Rennweg am Katschberg      | Kärnten                 |
| Österreich             | Landal Rehrenberg                     | Viehhofen                  | Salzburg                |
| Schweiz                | Landal Resort Walensee                | Quarten                    |                         |
| Schweiz                | Landal Vierwaldstättersee             | Morschach                  |                         |
| Vereinigtes Königreich | Landal Darwin Forest                  | Derbyshire                 |                         |
| Vereinigtes Königreich | Landal Sandybrook                     | Derbyshire                 |                         |
| Vereinigtes Königreich | Landal Kielder Waterside              | Hexham                     |                         |
| Tschechien             | Landal Marina Lipno                   | Lipno nad Vltavou          | Südböhmen               |
| Ungarn                 | DNA Residence Duna                    | Dunaszentmiklós            | Közép-Dunántúl          |
| Dänemark               | Dayz Resorts                          | Varde                      | Region Syddanmark       |